# 5526 Kenzo
5526 Kenzo è un asteroide della fascia principale. Scoperto nel 1991, presenta un'orbita caratterizzata da un semiasse maggiore pari a 2,6396379 UA e da un'eccentricità di 0,1616795, inclinata di 13,56853° rispetto all'eclittica.
L'asteroide è dedicato all'astronomo giapponese Kenzo Suzuki.